# Urolophidae
Famille
Urolophidae est une famille de raies.

## Liste des genres
Selon ITIS (14 octobre 2014) :
- genre Trygonoptera Müller et Henle, 1841
- genre Urobatis Garman, 1913 (placé sous Urotrygonidae par FishBase)
- genre Urolophus Müller et Henle, 1837
- genre Urotrygon Gill, 1863 (placé sous Urotrygonidae par FishBase)

Selon FishBase (14 octobre 2014) et World Register of Marine Species (14 octobre 2014) :
- genre Trygonoptera Müller et Henle, 1841
- genre Urolophus Müller et Henle, 1837

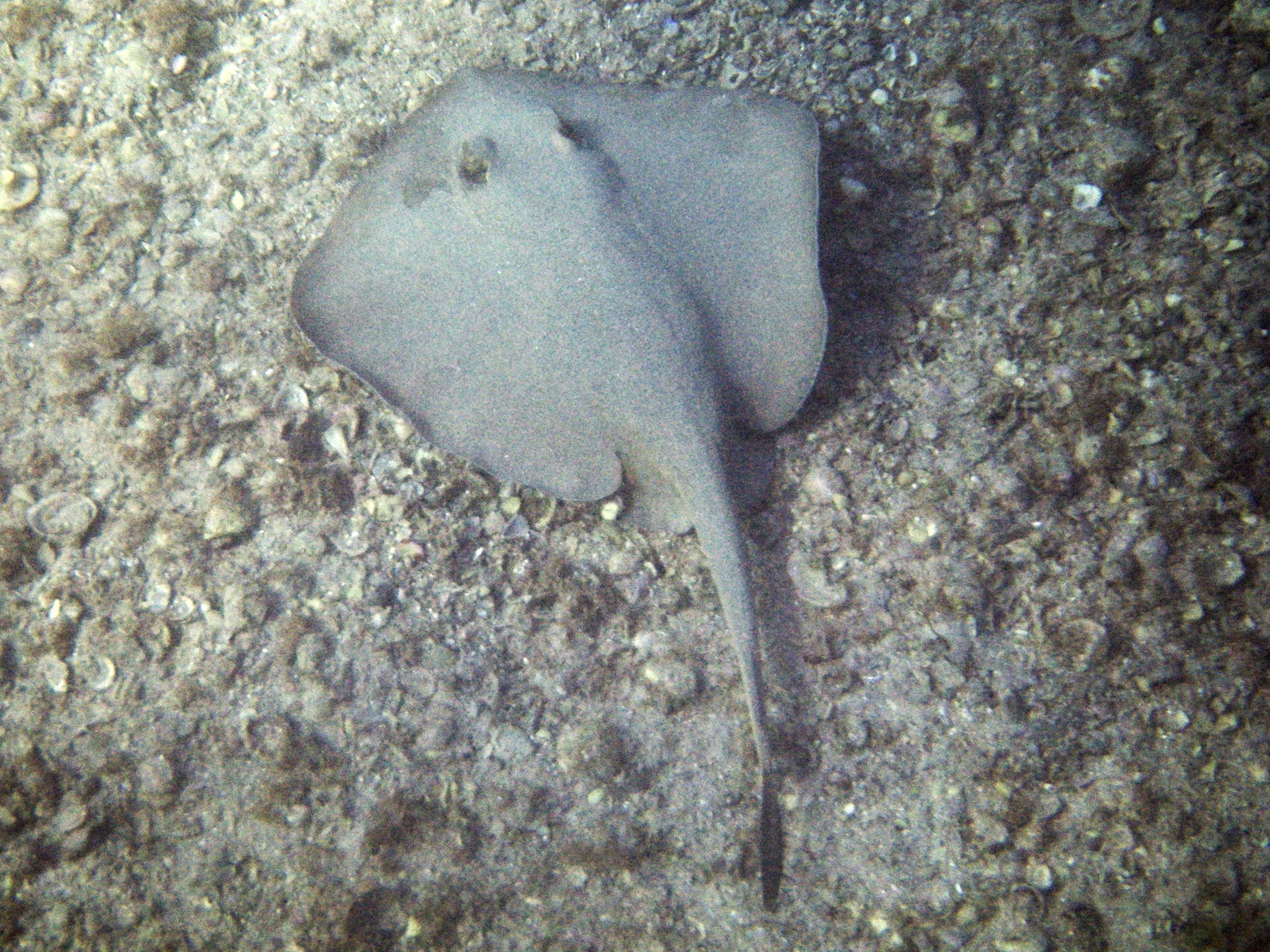
Trygonoptera testacea
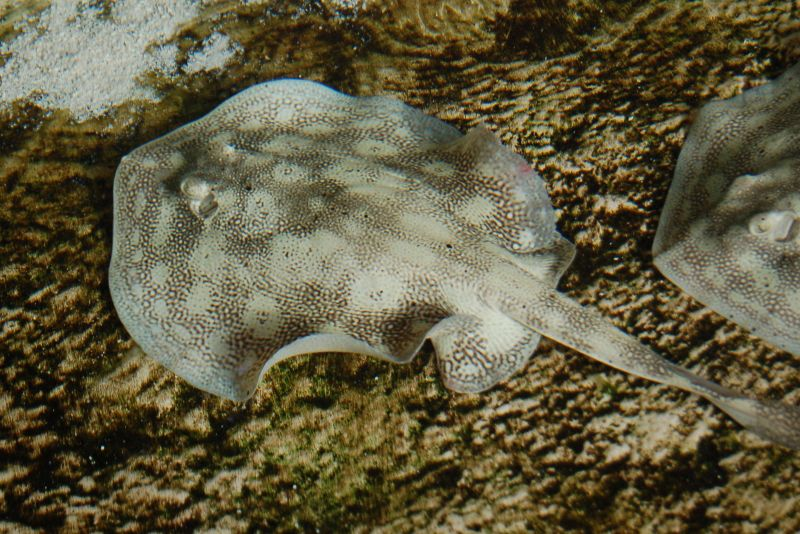
Urobatis jamaicensis
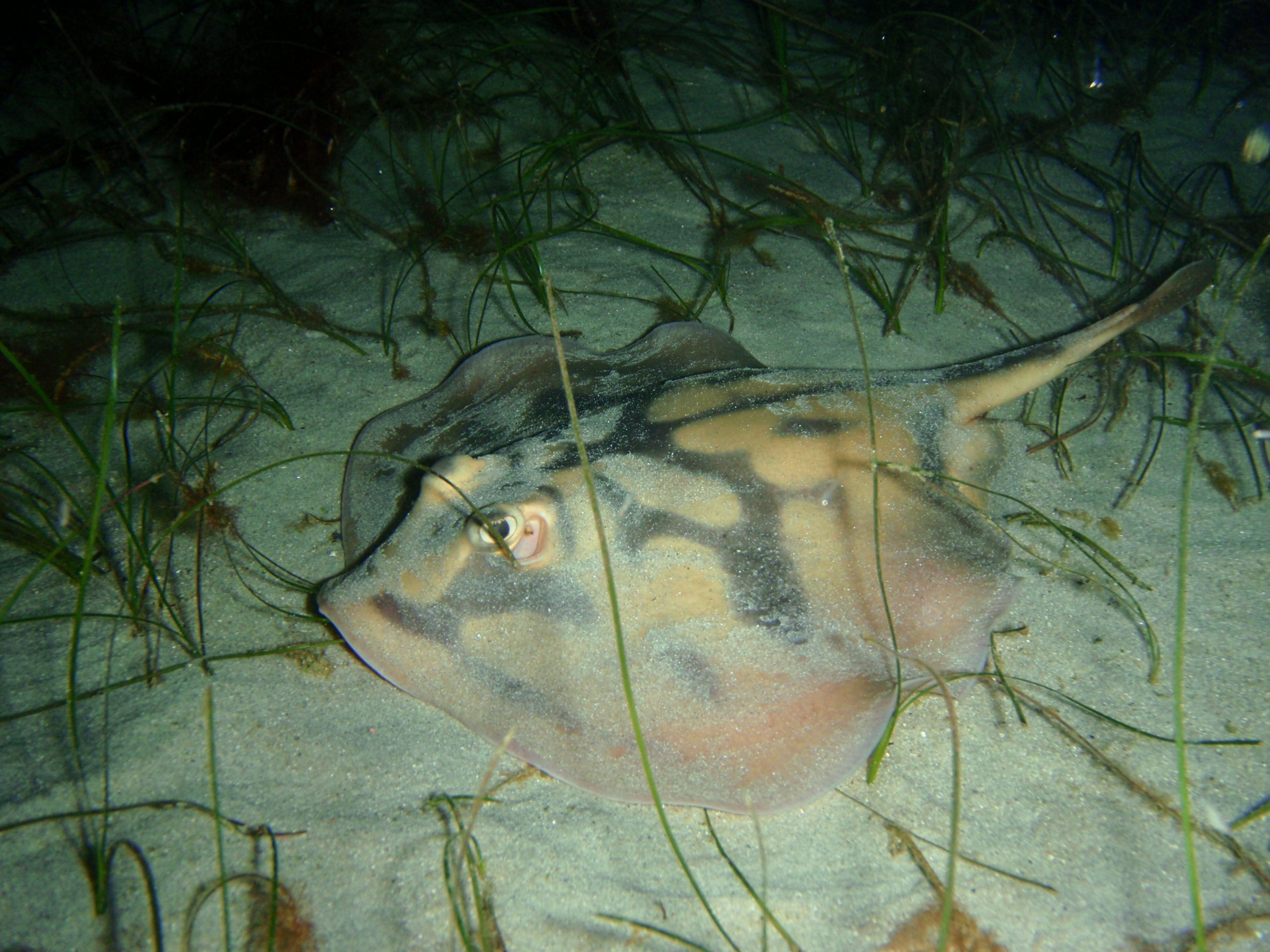
Urolophus cruciatis